# Vierschach (Innichen)
Vierschach (italienisch Versciaco) liegt im östlichen Pustertal bzw. Hochpustertal in Südtirol und ist eine Fraktion der Gemeinde Innichen (italienisch San Candido) in Italien. Die Fraktion gliedert sich in die beiden Siedlungen Obervierschach und Untervierschach. 
Der Ort liegt an der Drau und befindet sich in der Talsohle zwischen dem Vierschacherberg im Norden und dem Helm im Südosten. Es mündet der Vierschacherberg-Bach beim Kirchbühel in die Drau.
Sommers wie Winters ist der Ort ein beliebtes Touristenziel. In der Umgebung Vierschachs gibt es rund um den Berg Helm grenzüberschreitende Wanderwege und Skipisten. 
Ersturkundlich wird die Örtlichkeit als „Virscah“ in einer Urkunde Bischof Egilberts von Freising aus den Jahren 1006–1039 genannt. Der Name kann auf althochdeutsch scaho (‚Schachen‘, ‚Wald‘) zurückgeführt werden und bedeutet mit Suffix vir-/vür- in etwa ‚vorspringende Waldzunge‘. Das bis dahin eigenständige Vierschach wurde 1928 der Gemeinde Innichen zugeschlagen.
Die Pfarrkirche in Vierschach ist der Hl. Magdalena geweiht und ein Prunkstück der Tiroler Gotik. Sie wurde erstmals 1212 von Bischof Konrad (I.) von Brixen geweiht und 1479 in spätgotischen Formen aus- und umgebaut. Auf dem Kirchhügel wurden Tonscherbenfunde getätigt, die auf eine vorgeschichtliche Besiedlung der Kuppenhöhe hindeuten.
In Obervierschach gibt es eine Grundschule für die deutsche Sprachgruppe.
Vierschach liegt an der Pustertalstraße, der Pustertalbahn, die an der Haltestelle Vierschach-Helm eine Zugangsstelle bietet, und der Radroute 3 „Pustertal“.
Aus Obervierschach stammt unter anderem der Bildhauer Veit Königer.